# Бродяги Севера (фильм)
«Бродяги Севера» — советский детский приключенческий телефильм 1983 года режиссёра Игоря Негреску.

## Сюжет
По мотивам одноимённой повести канадского писателя Джеймса Оливера Кервуда.
В дебрях густой тайги Севера встречаются медвежонок и щенок. Малыши быстро находят «общий язык» и начинают помогать друг другу выживать в суровых условиях дикой суровой природы. Но не менее опаснее хищников и другой «зверь» — человек, который норовит щенка упрятать в неволю, а из шкуры медведя сделать варежки. Вместе щенку Мики и медвежонку Нееве, ставших верными друзьями, предстоит пройти все опасности Севера.

## В ролях
- Валерия Цой — Нанетта
- Петерис Гаудиньш — Редж Челлонер
- Николай Кузьмин — индеец Макоки
- Стасис Петронайтис — Дюран
- Александр Агапов — Макдонел
- Валерий Шевченко — Жак Лебо

## Критика
Киновед Сергей Кудрявцев дал фильму оценку 6,5 балла из 10.